# Обервіль (Базель-Ланд)
Обервіль (нім. Oberwil BL) — місто  в Швейцарії в кантоні Базель-Ланд, округ Арлесгайм.

## Географія
Місто розташоване на відстані близько 65 км на північ від Берна, 14 км на захід від Лісталя.
Обервіль має площу 7,9 км², з яких на 35,7% дозволяється будівництво (житлове та будівництво доріг), 44,2% використовуються в сільськогосподарських цілях, 19,6% зайнято лісами, 0,5% не є продуктивними (річки, льодовики або гори).

## Демографія
2019 року в місті мешкало 11 221 особа (+7,5% порівняно з 2010 роком), іноземців було 23,3%. Густота населення становила 1422 осіб/км².
За віковим діапазоном населення розподілялося таким чином: 20,2% — особи молодші 20 років, 56,8% — особи у віці 20—64 років, 22,9% — особи у віці 65 років та старші. Було 4890 помешкань (у середньому 2,3 особи в помешканні).
Із загальної кількості 3786 працюючих 66 було зайнятих в первинному секторі, 328 — в обробній промисловості, 3392 — в галузі послуг.